# Georges de Wilde
Georges Frédéric de Wilde (ur. 25 listopada 1900 w Paryżu, zm. 6 lutego 1996 tamże) – francuski łyżwiarz szybki, olimpijczyk.

## Występy na IO
| Rok  | Igrzyska Olimpijskie | Konkurencja | Miejsce |
| 1924 | Chamonix             | 500 m       | 21.     |
| 1924 | Chamonix             | 1500 m      | 18.     |
| 1924 | Chamonix             | 5000 m      | 19.     |
| 1924 | Chamonix             | 10 000 m    | DNF     |
| 1924 | Chamonix             | wielobój    | DNF     |

## Rekordy życiowe
- 500 m. – 54.8 (1924)
- 1500 m. – 2:55.0 (1924)
- 5 000 m. – 10:39.8 (1924)